# Катастрофа Ил-14 под Нащёкиным
Катастрофа Ил-14 под Нащёкиным — авиационная катастрофа, произошедшая днём в среду 11 августа 1971 года. Пассажирский самолёт Ил-14 принадлежащий Тбилисскому авиазаводу имени Димитрова выполнял рейс по маршруту Тбилиси-Краснодар-Москва, но спустя несколько часов после взлёта из аэропорта Пашковский (Краснодар) врезался в землю в 3 километрах от села Нащёкино (Воронежская область). Погибли все находившиеся на его борту 6 человек — 5 членов экипажа и 1 пассажир.

## Самолёт
Ил-14 (регистрационный номер СССР-64456, заводской 8344003, серийный 40-03) был выпущен в 1958 году на Ташкентском механическом заводе. В том же году совершил свой первый полёт и был передан Тбилисскому авиазаводу имени Димитрова. На день катастрофы налетал 13 169 часов.

## Экипаж
Экипаж рейса по маршруту Тбилиси—Краснодар—Москва был таким:
- КВС — Владимир Григорьевич Симоновский
- Второй пилот — Варлам Васильевич Сихарулидзе
- Штурман — Павел Виссарионович Кочлавов
- Бортрадист — Альберт Соломонович Имерлиашвили
- Бортинженер — Михаил Борисович Шафеев.

## Хронология событий
11 августа 1971 года борт СССР-64456 должен был совершить рейс по маршруту Тбилиси-Краснодар-Москва. В Тбилиси самолёт взял груз: 20 пустых баллонов, которые предназначены для хранения газа Аргона и 6 ящиков с металлическими деталями; общий вес груза в самолёте составил 1792 килограмма. На борту самолёта находился пассажир — бортмеханик заводского авиаотряда. В 10:48 самолёт вылетел из Тбилиси и направился в Краснодар. В Краснодаре самолёт совершил посадку в 12:59 и дозаправился. В 13:55 самолёт вылетел из Краснодара и взял курс на аэродром Мячково (Москва), где должен был разгрузить груз. Полёт в Москву проходил на скорости 300 км/ч. Погода была ясной, с видимостью 20 километров. Самолёт летел по магнитному курсу 350 градусов. Экипаж вёл радиообмен и докладов о чём-либо непредвиденном не было. Но в 16:10 экипаж перестал выходить на связь. Обломки самолёта нашли в поле, в 9 километрах западнее маршрута, по которому должен был лететь самолёт. Перед столкновением с землёй самолёт перевернулся вниз килем и на высоте 300—350 метров начал разрушаться; пожара на борту самолёта не было. От удара под углом 15—20 градусов и скорости не менее 330 км/ч с убранными шасси самолёт был полностью разрушен. Все 6 человек на борту самолёта погибли.

## Расследование
Точная причина катастрофы неизвестна из-за того, что самолёт был полностью разрушен, а также из-за отсутствия докладов экипажа о том, что происходило с самолётом во время снижения. Но комиссия расследовавшая причины катастрофы сделала вывод, что возможной причиной является возникновение возмущённого продольного движения, а также то, что его причинами являются:
1. Непреднамеренный выпуск закрылков с последующей уборкой при том, что рукоятка крана не была закреплена экипажем.
2. Временный отказ автопилота по продольному каналу управления самолётом.
3. Наличие турбуленции.

Ещё комиссия выяснила, что задняя центровка была 22,9 % средней аэродинамической хорды крыла, это на 1,9 % САХ больше допустимого; а командир самолёта записал в журнале, о принятии решения на вылет с центровкой 16,2 % САХ. Также она выяснила, что смещение груза назад в процессе возмущённого продольного движения возникло из-за недостаточно надежного крепления; а также что со стороны руководящего состава авиаотряда не было наблюдения за загрузкой груза в самолёт. И то, что один из перечисленных факторов мог привести к выходу самолёта на большие углы атаки и к сваливанию. Также у всех членов экипажа, кроме КВС, в крови было обнаружено незначительное содержание алкоголя.

### Комментарии
1. ↑  Здесь и далее указано московское время